# Lampadena yaquinae
Lampadena yaquinae is een straalvinnige vissensoort uit de familie van lantaarnvissen (Myctophidae). De wetenschappelijke naam van de soort is voor het eerst geldig gepubliceerd in 1972 door Coleman & Nafpaktitis.